# الحياة كما نعرفها (فلم)
الحياة كما نعرفها  (بالإنجليزية: Life as We Know It) هو فيلم كوميدي تم إنتاجه في الولايات المتحدة وصدر في سنة 2010، من بطولة كاثرين هيغل وجوش دوهامل.

## القصة
تدور احداث فيلم الحياة كما نعرفها حول رجل وامرأة عازبين هما هولي وإيريك اللذان يتبنيان طفلة صوفي صغيرة يتيمة بعد موت والدتها في حادث سيارة مريع، هذه الطفلة تخبئ لهما من الصعوبات المتعلقة بتربية الأطفال والاعتناء بهم الكثير لكن الاثنين ينجحان في المرور من هذه المشكلات ويصبح نجاحهما في تربية تلك الطفلة مصدر سعادة لهما وللجميع وتتشابك الأمور لتصنع دراما كوميدية خلابة.
يسعي الفيلم إلي تقديم كوميديا خفيفة تؤكد معني أن الحياة التي نعرفها سعيدة وليست شاقة، وليس الأطفال فيها وعناء تربيتهم إلا جزءا لطيفا منها لا يحتاج إلي كل هذا العناء الذي يظهره البشر تجاهه.
فيلم الحياة كما نعرفها من إخراج المخرج الأمريكي جيرج برلنتي،

## الممثلون
- كاثرين هيغل
- جوش دوهامل
- جوش لوكاس
- كرستينا هندريكس
- ميليسا مكارثي
- هايز ماك آرثر
- جيسيكا سانت كلير
- سارة بيرنز
- فايزون لوف
- ويل ساسو
- دراي ديفيز
- جان سمارت
- ماركوس فلاناجان

## الميزانية والإيرادات
بلغت تكلفة إنتاج الفيلم حوالي 38 مليون دولار بينما حقق أرباحا تقدر بـ 105,648,706 دولار.

## روابط خارجية
- مقالات تستعمل روابط فنية بلا صلة مع ويكي بيانات